# دموع في حضن الجبل (مسلسل)
دموع في حضن الجبل هو مسلسل مصري صعيدي تم بثه عام 2008. من تأليف هاشم القيسية وإخراج أشرف سالم.

## القصة
تدور أحداث المسلسل في إطار درامي حول عادات وتقاليد المجتمع الصعيدي من خلال فتاة صعيدية تعيش في القاهرة، ولها أفكار عصرية وتطالب بالحرية، وتتوالى الأحداث وتبدأ المشاكل بينها وبين خطيبها الشاب الصعيدي الذي يدرس في إحدى الجامعات.

## جدال
رأي يوسف شعبان :حقيقة تشابه قصة مسلسل «ذئاب الجبل» مع مسلسل «دموع في حضن الجبل» خاصة في موضوع رفض الأسرة الصعيدية الزواج من خارجها، قال شعبان: «بصراحة شديدة لم أشاهد مسلسل (ذئاب الجبل) حتى أحكم على القصة، لكن أعتقد أن مؤلف (دموع في حضن الجبل) تطرق إلى موضوعات كثيرة تهم المجتمع، وحتى لو ناقشنا موضوع رفض الأسرة الزواج من الخارج فهو موضوع مهم ويستحق إلقاء الضوء عليه، خاصة أن هناك عائلات في الصعيد مازالت ترفض الزواج من خارجها، مما يتسبب في أزمات ومشاكل كثيرة».